# 坂下広朗
坂下 広朗（さかした ひろあき、1957年7月1日 - ）は、日本の国土交通官僚。国土交通省海事局長や、国土交通省大臣官房技術総括審議官等を経て、日本海事協会会長。

## 人物・経歴
岩手県出身。
1976年岩手県立盛岡第一高等学校卒業
1980年横浜国立大学工学部船舶海洋工学科卒業、運輸省（現国土交通省）入省。
1999年日本貿易振興会ロンドン・ジャパン・シップ・センター次長
2004年国土交通省海事局技術課長、国土交通省大臣官房参事官（海事局担当）
2005年海事局企画課長。日本船舶技術研究協会の設立などにあたった。
2007年海事局造船課長。
2008年海事局安全・環境政策課長。
2011年大臣官房技術審議官（海事局担当）。
2015年海事局長。
2016年国土交通省技術総括審議官。
2017年日本舶用品検定協会顧問、日本造船技術センター顧問。
2018年日本海事協会会長付参与。国際海運GHGゼロエミッションプロジェクトプロジェクトマネージャー。
2019年日本海事協会業務執行理事・副会長。
2020年日本海事協会代表理事・会長。